# Ектон (Мен)
Ектон (англ. Acton) — місто (англ. town) в США, в окрузі Йорк штату Мен. Населення — 2671 особа (2020).

## Демографія
Згідно з переписом 2010 року, у місті мешкало 2447 осіб у 1014 домогосподарствах у складі 689 родин. Було 2199 помешкань
Расовий склад населення:
| - 98,0 % — білих - 0,4 % — корінних американців - 0,4 % — чорних або афроамериканців - 0,3 % — азіатів |

До двох чи більше рас належало 0,5 %. Частка іспаномовних становила 1,2 % від усіх жителів.
За віковим діапазоном населення розподілялося таким чином: 20,9 % — особи молодші 18 років, 63,3 % — особи у віці 18—64 років, 15,8 % — особи у віці 65 років та старші. Медіана віку мешканця становила 45,7 року. На 100 осіб жіночої статі у місті припадало 103,9 чоловіків;  на 100 жінок у віці від 18 років та старших — 101,9 чоловіків також старших 18 років.
Середній дохід на одне домашнє господарство  становив 70 593 долари США (медіана — 62 955), а середній дохід на одну сім'ю — 75 080 доларів (медіана — 58 971). Медіана доходів становила 50 863 долари для чоловіків та 41 658 доларів для жінок. За межею бідності перебувало 9,2 % осіб, у тому числі 7,7 % дітей у віці до 18 років та 12,6 % осіб у віці 65 років та старших.
Цивільне працевлаштоване населення становило 1269 осіб. Основні галузі зайнятості: роздрібна торгівля — 19,2 %, освіта, охорона здоров'я та соціальна допомога — 16,7 %, виробництво — 12,0 %, будівництво — 11,8 %.